# Lucien Mérignac
Louis Lucien Mérignac (ur. 5 października 1873 w Paryżu, zm. 1 marca 1941 tamże) – francuski szermierz, mistrz olimpijski. 
Wystąpił na Letnich Igrzyskach Olimpijskich 1900 w Paryżu. Zdobył złoty medal we florecie zawodowców. W finałowej rundzie wygrał sześć z siedmiu pojedynków (pokonał po dogrywce rodaka Alphonse’a Kirchhoffera, który miał taki sam bilans).
Był bratankiem Ernesty Robert-Mérignac, francuskiej rzeźbiarki.